# 신평역
신평역(Sinpyeong station, 新平驛)은 대한민국 부산광역시 사하구 신평동에 있는 부산 도시철도 1호선의 전철역이다. 괴정천 하저터널로 하단역과 연결된다. 이 역에만 지상 구간이다.

## 역사
- 1990년 7월 24일(화요일) : 부산 도시철도 1호선 서대신동역~신평역 구간 착공
- 1994년 6월 23일(목요일) : 부산 도시철도 1호선 서대신동역~신평역 구간 연장 개통과 함께 종착역으로 영업 개시
- 2009년 11월 20일(금요일) : 부산 도시철도 1호선 신평역~다대포해수욕장역 구간 착공
- 2017년 4월 20일(목요일) : 부산 도시철도 1호선 신평역~다대포해수욕장역 구간 연장 개통과 함께 중간역이 됨

## 역 구조
지상 2층, 지하 1층 규모의 지상역이다. 출입구는 9개다.

### 배선도
신평역과 신평차량사업소의 배선도는 다음과 같다.

### 승강장
2면 2선의 상대식 승강장을 갖춘 반지하역이며, 반밀폐형 스크린도어가 설치되어 있다.
| 동매 ↑ |
| \| 상  |
| ↓ 하단 |

| 상행 | ● 부산 도시철도 1호선 | 다대포해수욕장 방면 신평기지 입고 막차 당역 종착 |
| 하행 | ● 부산 도시철도 1호선 | 부산역·서면·동래·노포 방면                       |

## 역 주변
- 부산염색산업단지
- 신평장림공단
- 신남초등학교
- 하남중학교
- 사하구보건소
- 가락타운1단지~3단지아파트(101동~118동/201동~211동/301동~324동)
- 신익강변타운1단지아파트(101동~108동)
- 신평2동행정복지센터
- 신평초등학교
- 부산교통공사 신평차량사업소
- 신평럭키무지개타운(1동~4동)
- 현대1단지아파트(101동~104동)
- 신평레포츠공원
- 사하구청제2청사

## 승차량 변동
| 노선  | 승차 인원 | 승차 인원 | 승차 인원 | 승차 인원 | 승차 인원 | 승차 인원 | 승차 인원 | 주 석 |
| 노선  | 2002년    | 2003년    | 2004년    | 2005년    | 2006년    | 2007년    | 2008년    | 주 석 |
| ----- | --------- | --------- | --------- | --------- | --------- | --------- | --------- | ----- |
| 1호선 | 11345     | 10341     | 9555      | 8936      | 7800      | 7131      | 7777      | [ 3 ] |
| 노선  | 2009년    | 2010년    | 2011년    | 2012년    | 2013년    | 2014년    | 2015년    |       |
| 1호선 | 7659      | 8245      | 9845      | 9583      | 9365      | 9346      | 9345      | [ 3 ] |

## 사진

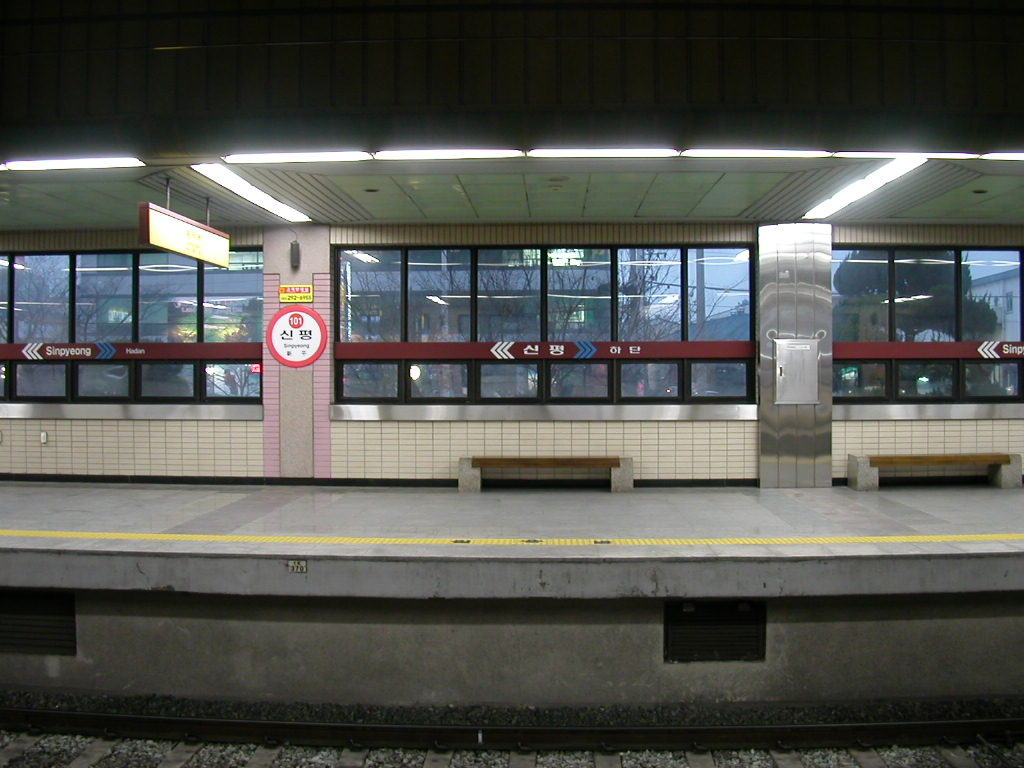
당역 종착 승강장(신평역~다대포해수욕장역 구간 연장 개통·스크린도어 설치 전)

## 인접한 역
| 부산 도시철도 1호선          | 부산 도시철도 1호선   | 부산 도시철도 1호선 |
| ---------------------------- | --------------------- | ------------------- |
| 106 동매 다대포해수욕장 방면 | ● 부산 도시철도 1호선 | 108 하단 노포 방면  |